# Final Fantasy XII: Revenant Wings
 (octobre 2019).
Si vous disposez d'ouvrages ou d'articles de référence ou si vous connaissez des sites web de qualité traitant du thème abordé ici, merci de compléter l'article en donnant les références utiles à sa vérifiabilité et en les liant à la section « Notes et références ».
Final Fantasy XII: Revenant Wings (ファイナルファンタジーXII レヴァナント・ウイング) est un jeu vidéo de rôle développé par Think & Feel et édité par Square Enix. Il est sorti sur Nintendo DS en 2007 au Japon et en Amérique du Nord puis l'année suivante en Europe.

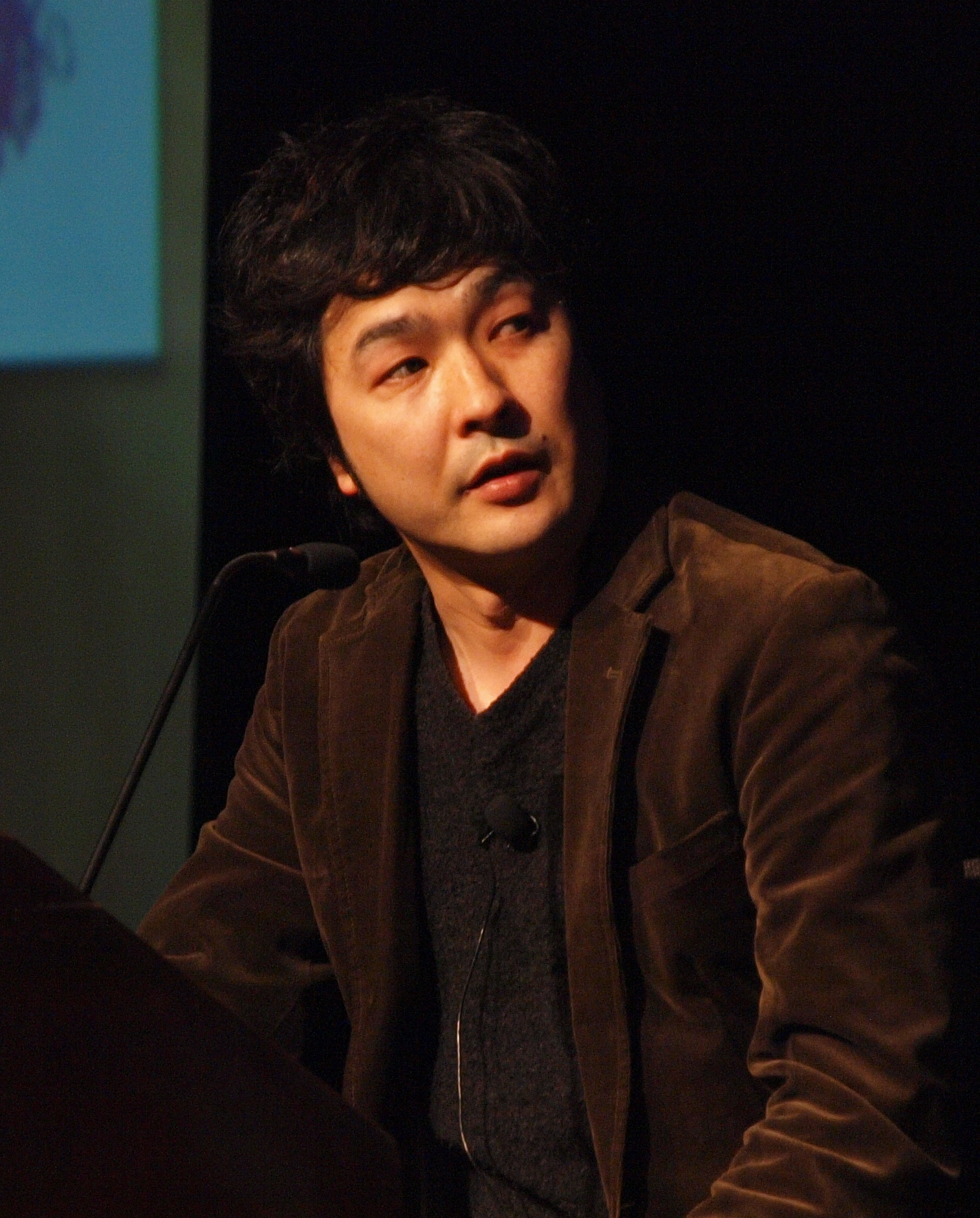
Motomu Toriyama dirige la création du jeu.

Se déroulant dans le même monde que Final Fantasy XII, ce jeu fait partie du projet Ivalice Alliance. L'histoire se déroule un an après l'aventure de Final Fantasy XII.

## Personnages

### Personnages principaux
- Vaan : C'est le personnage principal, un jeune pirate du ciel qui recherche l'aventure et qui aide les autres.
- Penelo : L'amie d'enfance de Vaan. Elle soigne les alliés.
- Kytes : Un orphelin de Rabanastre un peu peureux qui étudie la magie et peut donc attaquer les ennemis à distance.
- Filo : Une autre orpheline qui s'est jointe au groupe de Vaan et qui rêve de devenir un pirate du ciel. Elle adore faire de l'aerosurf et  attaque les ennemis de haut.
- Tomaj : Il recueille des informations pour Vaan et ses amis. Il n'aime pas se battre et se prend pour un agent secret.
- Llyud : Un aegyl (homme volant) recueilli par Vaan et ses amis. Curieux pour un aegyl, peu bavard pour l'équipage, il avait en fait perdu son cœur, comme les autres aegyls, mais le retrouvera grâce à sa proximité avec l'équipage, avant de se le faire à nouveau voler par Feolthanos. Après la victoire de l'équipe sur ce dernier, Llyud retrouvera son cœur et deviendra le nouveau "dieu" des aegyls
- Balthier : Un pirate du ciel légendaire toujours à la recherche du "premier rôle".
- Fran : Une archère viéra qui a une confiance totale en Balthier, son partenaire.

### Principaux antagonistes

#### Ba'Gamnan et sa troupe
Des chasseurs de primes sans merci et brutaux.

#### Le Juge Ailé
C'est le grand méchant du jeu qui cherche à détruire les déilithes pour envahir Ivalice.On découvre par la suite ses véritables identités et intentions:
Mydia : une des enfants de Féolthanos, aussi nommées Féols ou sous-Viéras. Comme toutes les Féols, elle a la peau blanche, des cheveux blonds et des petites oreilles. Elle et les siens étaient reclus dans le volcan Rhoda, mais elle est sortie et a rencontré Vélis, un jeune homme dont elle est tombée amoureuse, mais qui est mort à la guerre. Folle de désespoir, elle demanda à son père de le faire revenir à la vie, mais celui-ci créa un Éon pour voler le cœur de sa fille et la contrôler. Elle se laisse finalement vaincre dans le volcan et adresse une ultime prière à l'équipage : ils doivent terrasser Féolthanos.
Féolthanos : le « dieu » des aegyls, en fait leur patriarche dans des temps anciens, condamné à la vie éternelle. Pour échapper aux occurias, il avait mené son peuple en Lémurès, mais ceux-ci, pour les punir, créèrent un champ de force autour du continent volant. Malheureusement, Feolthanos avait dû laisser sa famille, qui n'avait pas d'ailes, en Ivalice et leur avait légué, pour qu'il puissent le rejoindre, le trésor de Glabados, constituée d'une auralithe spéciale, un morceau de son cœur. Il vit dans la forteresse du temps perdu, hors d'atteinte des ailes des aegyls, ou ses guerriers sont condamnés à combattre pour l'éternité. Il avait créé les auralithes, qui en fait aspirent les cœurs, pour faire cesser les guerres entre les aegyls. À force d'aspirer les cœurs, il a été statufié et a fusionné avec le dernier déilithe. Il absorbe maintenant les cœurs pour prendre sa revanche sur les occurias.
Il avait autrefois invoqué la chimère Zodiarche, mais, craignant sa puissance, l'avait enfermé dans la Prison des Serments.

## Équipe de développement
- Producteur : Yasuhito Watanabe, Eisuke Yokoyama
- Directeur : Motomu Toriyama
- Directeur artistique : Toshitaka Matsuda
- Musique : Hitoshi Sakimoto, Kenichiro Fukui